# Menachem Elon
Pour les articles homonymes, voir Elon.
Menachem Elon (hébreu: מנחם אלון), né le 1er novembre 1923 à Düsseldorf en Allemagne et mort le 6 février 2013 , fut un éminent juriste et écrivain israélien.
Il a été juge de la Cour suprême d'Israël de 1977 à 1988 et puis vice-président de la même cour de 1988 à 1993. Il est aussi professeur à l'Université hébraïque de Jérusalem.
Il a été lauréat du Prix Israël de Droit en 1979.
En 1983, il est le candidat de la coalition de la droite israélienne à la présidence de l'État d'Israël. Il est battu par Chaim Herzog.
Son fils Binyamin a été parlementaire israélien, ministre du Tourisme par deux fois et à la tête du parti politique " Moledet " , parti d'extrême droite, souhaitant notamment l'expulsion des Arabes palestiniens vers la Jordanie et d'autres pays arabes.
Il a eu également un autre fils Mordechai qui est devenu rabbin.